# Carnaxide e Queijas
Carnaxide e Queijas (oficialmente, União de Freguesias de Carnaxide e Queijas)  é uma freguesia portuguesa do município de Oeiras, com 8,81 km² de área e 36 079 habitantes (censo de 2021). A sua densidade populacional é 4 095,2 hab./km².

## História
Foi criada aquando da reorganização administrativa de 2012/2013,  resultando da agregação das antigas freguesias de Carnaxide e Queijas, englobando a sub-divisão administrativa da Outurela.
A sede desta União de Freguesias situa-se no Centro Cívico de Carnaxide e a delegação, em Queijas, situa-se junto do Mercado de Queijas.  O aniversário de União de Freguesias celebra-se a 27 de Outubro. Desde 26 de Outubro de 2017 esta mesma freguesia é presidida por Inigo Pereira, acompanhado pelos seus 6 membros do executivo, do Movimento Independente - Isaltino Inovar Oeiras de Volta (IN-OV).

## Demografia
A população registada nos censos foi:
| Ano  | 0-14 Anos | 15-24 Anos | 25-64 Anos | > 65 Anos |
| 2001 | 4560      | 4468       | 17708      | 3389      |
| 2011 | 6405      | 3598       | 20676      | 5609      |
| 2021 | 5750      | 3883       | 18437      | 8009      |

À data da junção das freguesias, a população registada no censo anterior (2011) foi:
| Freguesia atual                             | Freguesia atual  | Freguesia atual | Freguesias antigas | Freguesias antigas | Freguesias antigas |
| Freguesia                                   | População (2011) | Área (km²)      | Freguesia          | População (2011)   | Área (km²)         |
| ------------------------------------------- | ---------------- | --------------- | ------------------ | ------------------ | ------------------ |
| União das Freguesias de Carnaxide e Queijas | 36 288           | 8,81            | Carnaxide          | 25 911             | 6,63               |
| União das Freguesias de Carnaxide e Queijas | 36 288           | 8,81            | Queijas            | 10 377             | 2,27               |